# Edita Guerrero
Edda Guerrero Neira (Pacaipampa, Piura, 11 de marzo de 1983 - Piura, 1 de marzo de 2014), conocida como Edita Guerrero, fue una cantante peruana de cumbia peruana y miembro fundador del grupo musical Corazón Serrano.

## Biografía
Nació en el pueblo de Bellavista de Cachiaco, en el distrito de Pacaipampa de la provincia de Ayabaca, departamento de Piura. Fue una de las intérpretes del grupo de cumbia sanjuanera Corazón Serrano. Entre sus interpretaciones conocidas fueron Alitas quebradas, Muriendo de amor y Te extraño, su sencillo póstumo para el álbum 21 de la orquesta. Su última aparición fue en el vígesimo primer aniversario de la organziación.

## Muerte
Falleció el 1 de marzo de 2014 a la edad de 30 años. En un principio se especuló que pudiera ser por aneurisma y posterior muerte cerebral, más adelante salieron a la luz los resultados de la autopsia, concluyendo que la causa de su fallecimiento fue por múltiples golpes (en total 28 lesiones en el cuerpo, 11 de ellas internas), presuntamente por parte de su entonces cónyuge (hoy en libertad).
Sus restos se encuentran en el Parque del Recuerdo en Piura.

## Discografía

### Corazón Serrano
- 1997: Sólo para ti
- 1999: Quiéreme sin condición
- 2000: Arrepentida
- 2001: Mujercita buena
- 2005: Un sueño, una realidad
- 2011: Corazón Corazoncito
- 2012: El amor que perdimos
- 2013: Voy a vivir para ti